# Mike Emrick

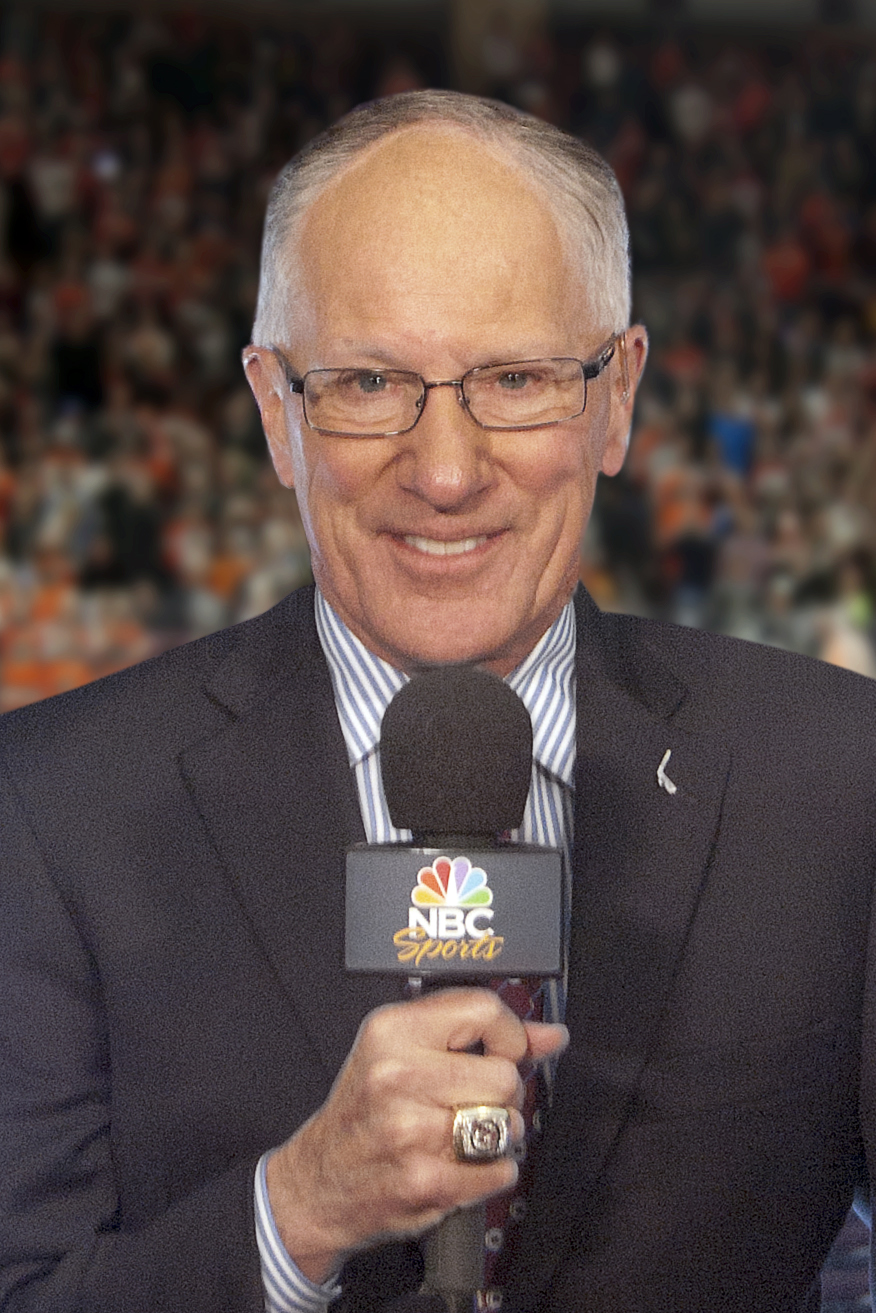
Mike Emrick (2014)

Mike „Doc“ Emrick (* 1. August 1946 in La Fontaine, Indiana) ist ein US-amerikanischer Sportkommentator, der für die Fernsehsender NBC und Versus arbeitet. Von 1990 bis 2011 war er zudem als Kommentator der Eishockeymannschaft New Jersey Devils aus der National Hockey League tätig.

## Karriere
Mike Emrick studierte am Manchester College das Fach Speech (dt. Rede) und schloss 1964 mit einem Bachelorabschluss ab. Danach ging er an die Miami University, wo er das Studium im Fach Radio und Fernsehen 1969 mit dem Master beendete und in der Folge zwei Jahre lang am Geneva College in den Fächern Speech und Rundfunk unterrichtete. Zu dieser Zeit sammelte er auch erste Erfahrungen in der Berichterstattung im Eishockeysport, da er als unbezahlter Zeitungskorrespondent für die Beaver County Times über die Pittsburgh Penguins aus der nordamerikanischen Eishockeyliga NHL berichtete.
1973 übernahm er den Posten als Direktor für Public Relation beim Eishockeyteam Port Huron Flags aus der zweitklassigen International Hockey League. Parallel setzte er sein Studium an der Bowling Green State University fort und erhielt 1976 den Doktorgrad im Bereich Radio-, Fernseh- und Filmwissenschaften. Ein Jahr später wurde er Livekommentator der Maine Mariners aus der American Hockey League, ehe er drei Jahre später zum ersten Mal in der hochklassigen National Hockey League arbeiten durfte.
Seine ersten zwei Jahre verbrachte er bei den Philadelphia Flyers, ehe ab der Saison 1982/83 die Spiele der New Jersey Devils kommentierte. Es folgte 1986 ein Wechsel zum nationalen Sportsender ESPN und er arbeitete dort ebenfalls als Livekommentator. Er verließ den Sender aber wieder nach zwei Jahren und kehrte nach Philadelphia zurück, um die Spiele der Flyers zu kommentieren, wodurch er zur „Stimme der Philadelphia Flyers“ wurde.
Nach fünf Jahren in Philadelphia schloss sich Emrick 1993 erneut dem Fernsehteam der New Jersey Devils und ist bis heute der Livekommentator der Spiele von New Jersey. Neben seinem Engagement bei der regionalen Berichterstattung der Devils wurde er bei nationalen Übertragungen von NHL-Spielen auch von Sendern wie CBS, FOX, ESPN, ABC und CSTV eingesetzt und kommentiert aktuell bei landesweiten Ausstrahlungen für den Fernsehsender NBC sowie in den Playoffs für den Kabelsender Versus. Neben seiner Tätigkeit in der NHL war er auch bei Olympischen Winterspielen Eishockeykommentator.
Auch in anderen Sportarten kommentierte Emrick. Von 1992 bis 1993 war er in der National Football League tätig, wurde bei Liveberichten von Lacrosse und Basketball eingesetzt und berichtete während der Olympischen Sommerspiele 2008 vom Wasserball.
Für seine Berichterstattung im Eishockeysport erhielt Mike Emrick den National CableACE Award sowie fünf New York Emmy Awards. 2004 wurde ihm die Lester Patrick Trophy für besondere Verdienste rund um den Eishockeysport in den Vereinigten Staaten und in der NHL verliehen. Im November 2008 wird er durch die Hockey Hall of Fame mit dem Foster Hewitt Memorial Award für seine besonderen Verdienste im Bereich der Eishockeyberichterstattung ausgezeichnet.
Am 21. Juli 2011 gab Emrick das Ende seiner 21-jährigen Tätigkeit als Kommentator der New-Jersey-Devils-Spiele bekannt, um exklusiv für die Networks NBC und Versus arbeiten zu können. 2011 wurde er mit der Aufnahme in die United States Hockey Hall of Fame geehrt.

## Auszeichnungen
- New York Emmy Award
  - 1997 Bester Sportkommentator
  - 2000 Bester Sportkommentator
  - 2002 Bester Sportkommentator
  - 2005 Bester Sportkommentator
  - 2007 Bester Sportkommentator

- 1997 National CableACE Award
- 2004 Lester Patrick Trophy
- 2008 Foster Hewitt Memorial Award